# Białka (gromada w powiecie lubelskim)
Białka – dawna gromada, czyli najmniejsza jednostka podziału terytorialnego Polskiej Rzeczypospolitej Ludowej w latach 1954–1972.
Gromady, z gromadzkimi radami narodowymi (GRN) jako organami władzy najniższego stopnia na wsi, funkcjonowały od reformy reorganizującej administrację wiejską przeprowadzonej jesienią 1954 do momentu ich zniesienia z dniem 1 stycznia 1973, tym samym wypierając organizację gminną w latach 1954–1972.
Gromadę Białka z siedzibą GRN w Białce utworzono – jako jedną z 8759 gromad na obszarze Polski – w powiecie lubelskim w woj. lubelskim na mocy uchwały nr 12 WRN w Lublinie z dnia 5 października 1954. W skład jednostki weszły obszary dotychczasowych gromad Białka wieś, Białka kol., Wólka Białecka, Dąbrowa, Zgniła Struga i Jaszczów kol. ze zniesionej gminy Jaszczów oraz obszar dotychczasowej gromady Maryniów ze zniesionej gminy Brzeziny w tymże powiecie. Dla gromady ustalono 21 członków gromadzkiej rady narodowej.
1 stycznia 1957 do gromady Białka włączono część wsi Majdan Siostrzytowski o powierzchni 14,67 ha (położoną na północ od granicy lasu) z gromady Dorohucza w powiecie chełmskim w tymże województwie. 
1 stycznia 1969 gromadę zniesiono, włączając jej obszar do gromady Milejów w tymże powiecie.